# 보주주의 캉통
프랑스 보주주에는 총 17개의 캉통이 속해 있다. 2015년 3월 행정구역 총개편으로 인해 현재는 다음과 같이 설치되어 있다.
- 라브레스
- 브뤼예르
- 샤름
- 다르네
- 에피날 1
- 에피날 2
- 제라르메르
- 골베
- 미르쿠르
- 뇌프샤토
- 라옹레타프
- 레미르몽
- 생디에데보주 1
- 생디에데보주 2
- 르틸로
- 르발다졸
- 비텔